# Estría glaciar

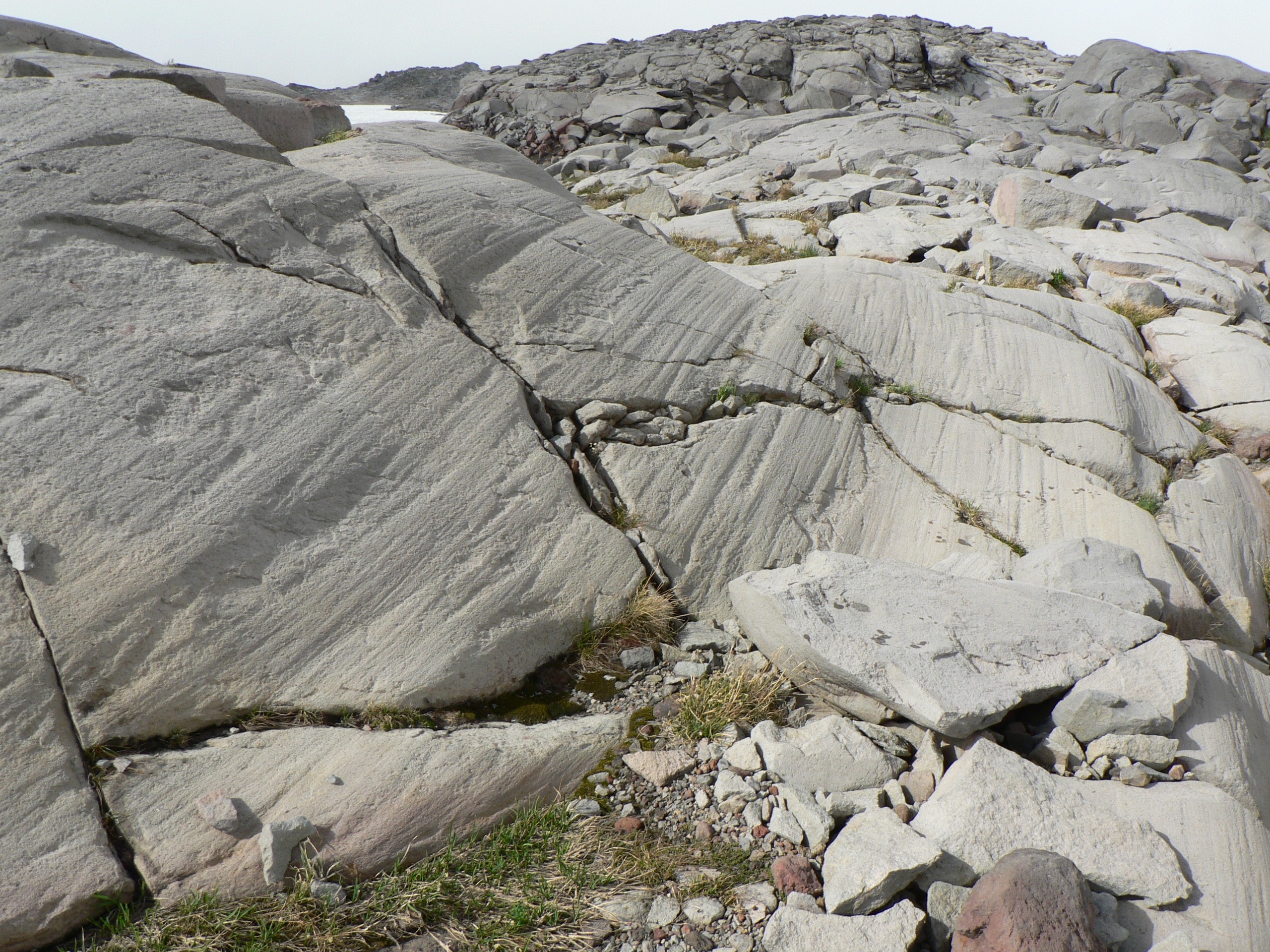
Estría Glaciar en el Camino Wonderland en Estados Unidos.

Las estrías glaciares son marcas y surcos alargados y paralelos hechos sobre una roca por el paso de un glaciar por encima. Concretamente las estrías glaciares son producto de la abrasión que ejercen las rocas atrapadas en los hielos de la parte basal de un glaciar contra  la superficie rocosa. Aunque las estrías son comunes en algunos sectores que han sufrido glaciaciones (Fenoscandia, Alpes y algunos sectores de los Andes) los glaciares no siempre dejan rocas estriadas tras de si. Las estrías glaciares indican la dirección de avance de los antiguos glaciares, aunque la situación puede verse complicada por la dificultad de ver en que sentido avanzaron (ya que es mucho más fácil leer la orientación de las estrías que el sentido) o por la existencia de dos o más direcciones de estrías.   